# Déclin de la marine marchande française dans les années 1980
 (août 2008).
- Si vous ne connaissez pas le sujet, laissez ce bandeau (vous pouvez alors contacter les auteurs).
- Si vous supprimez le contenu mis en cause (vous pouvez préalablement contacter les auteurs),

argumentez précisément cette suppression dans la page de discussion
(un manque de référence n'est pas un argument ; une recherche réelle de référence doit avoir été effectuée, être formellement documentée).
La marine marchande française a connu un âge d’or après la Seconde Guerre mondiale. Pourtant, plusieurs facteurs ont entraîné son déclin dans les années 1980. On peut expliquer cette régression par les phénomènes suivants :

## La complexité des procédures de francisation et d’immatriculation
Immatriculer et franciser un navire est une procédure qui prend du temps, qui est difficile, qui fait intervenir de nombreux documents, qui entraîne une surcharge de travail pour les services des armateurs et qui s’appuie sur une tradition bureaucratique et administrative.

## Le manque de compétitivité
Ceci est principalement dû aux changements qui sont intervenus dans le commerce international des années 1970. Le monde évolue vite et le pavillon français n’est plus compétitif pour les raisons suivantes :

### Une mauvaise adaptation à la nouvelle donne internationale
Cette inadaptation a trois causes principales :
- La carte du transport maritime a changé : la France s’est adaptée trop lentement à un contexte en mutation. Traditionnellement orienté vers le monde Atlantique (Europe, Afrique et continent Nord-Américain), le commerce extérieur français n’a pris en compte que tardivement le changement de centre de gravité des échanges vers le Pacifique
- La France a été victime d’anticipations erronées : alors qu’elle s’était engagée dans la construction de méthaniers et de supertankers (tels les Batillus, Bellamya, etc.), ses efforts ont été ruinés par les chocs pétroliers. Les 156 navires-citernes que la France possédait en 1970 ont été ramenés à 55 en 1990
- La France n’a pas su s’adapter aux nouvelles règles de la concurrence internationale introduites par les pays asiatiques.

### Des raisons politiques
Traditionnellement, l’intérêt de l’État est de garder une importante flotte nationale armée par des équipages nationaux. Mais les adaptations des armateurs à la nouvelle donne internationale ont ruiné les efforts de l’État pour conserver une flotte marchande française. Ses aides ne suffisent plus à retenir les navires sous pavillon métropolitain, et elles lui sont même souvent reversées. Les armateurs préfèrent les autres pavillons, moins chers et plus compétitifs.
D’autre part, les syndicats ne pouvant concevoir que la flotte soit armée par des équipages multinationaux et refusant le moindre compromis, il y a un réel blocage au niveau du dialogue social.

### Le surcoût du marin français
Sur quels facteurs peuvent jouer les armateurs pour réduire les coûts d’exploitation d’un navire ? Le prix et la qualité d’un navire, d’une cale sèche, du combustible, etc. restent sensiblement les mêmes partout dans le monde. Par contre, ce qui peut fluctuer, ce sont les charges fiscales et sociales, celles-ci variant selon l’endroit où est immatriculé le navire et la nationalité des membres d’équipage. Par exemple, le régime social du marin français est onéreux pour les armateurs, ce qui rend le navigant national peu compétitif sur le marché du travail international.

### Le développement des pays asiatiques
Les années 1980 sont caractérisées par l’arrivée de certains pays asiatiques (Corée du Sud, Taiwan, Hong Kong et Singapour) sur le marché du secteur maritime.
Ainsi la Corée du Sud est un des plus gros constructeurs de navires de commerce, Taiwan possède de très gros armements comme Evergreen ou Yang Ming. Ses ports ont un des trafics conteneurisés les plus importants du monde. Enfin, les flottes de Hong Kong et Singapour ont des tonnages relativement proches, et tous deux bien supérieurs au tonnage de la flotte battant pavillon français.

### L’émergence des pavillons de libre immatriculation

#### Historique
Les pavillons de libre immatriculation ont à l’origine été créés pour contourner certains interdits politiques ou économiques. Dans les années 1920 aux États-Unis (époque de la prohibition), les contrebandiers emploient des navires sous pavillon tiers pour transporter de l’alcool dans les ports américains afin d’échapper aux garde-côtes qui contrôlent plus facilement les navires battant pavillon national.
Plus tard, en 1936, le président américain Franklin Roosevelt, sentant monter une Seconde Guerre mondiale, décide de doter son pays d’une marine marchande puissante. Le nombre de marins américains étant insuffisant, il fait placer les navires de commerce sous pavillon panaméen et libérien alors qu’ils restent contrôlés par des sociétés à capitaux américains ou par l’État américain lui-même. Le Liberia et Panama sont alors des États vassaux des États-Unis et disposent de bureaux de représentation aux États-Unis, facilitant ainsi les formalités d’immatriculation. De plus, les Américains pensent que des navires battant pavillon neutre ont plus de chance d’échapper aux U-Boot allemands, ce qui se révéla faux. Les fameux Liberty ship de la Seconde Guerre mondiale étaient donc immatriculés à Panama ou au Liberia.

#### Les caractéristiques communes aux pavillons de complaisance
La commission Rochdale (1970) a défini six caractéristiques principales :
- L’État d’immatriculation accepte que la propriété et/ou le contrôle économique de ses navires soit entre les mains de ressortissants étrangers
- L’accès à l’immatriculation est facile, il peut par exemple être fait dans un consulat à l’étranger
- Il n’y a pas ou peu de perçu de taxes sur les revenus de ces navires (habituellement une contribution à l’immatriculation et une contribution annuelle, toutes deux calculées par rapport au tonnage)
- L’État d’immatriculation est de petite taille
- On peut recruter librement des équipages étrangers
- L’État d’immatriculation n’a pas le pouvoir ni les possibilités administratives pour exercer sa juridiction.

Les armateurs immatriculent leurs navires sous pavillons de complaisance car ils sont compétitifs et peu contraignants en matière de taxes et de nationalité des équipages.